# François Rivière

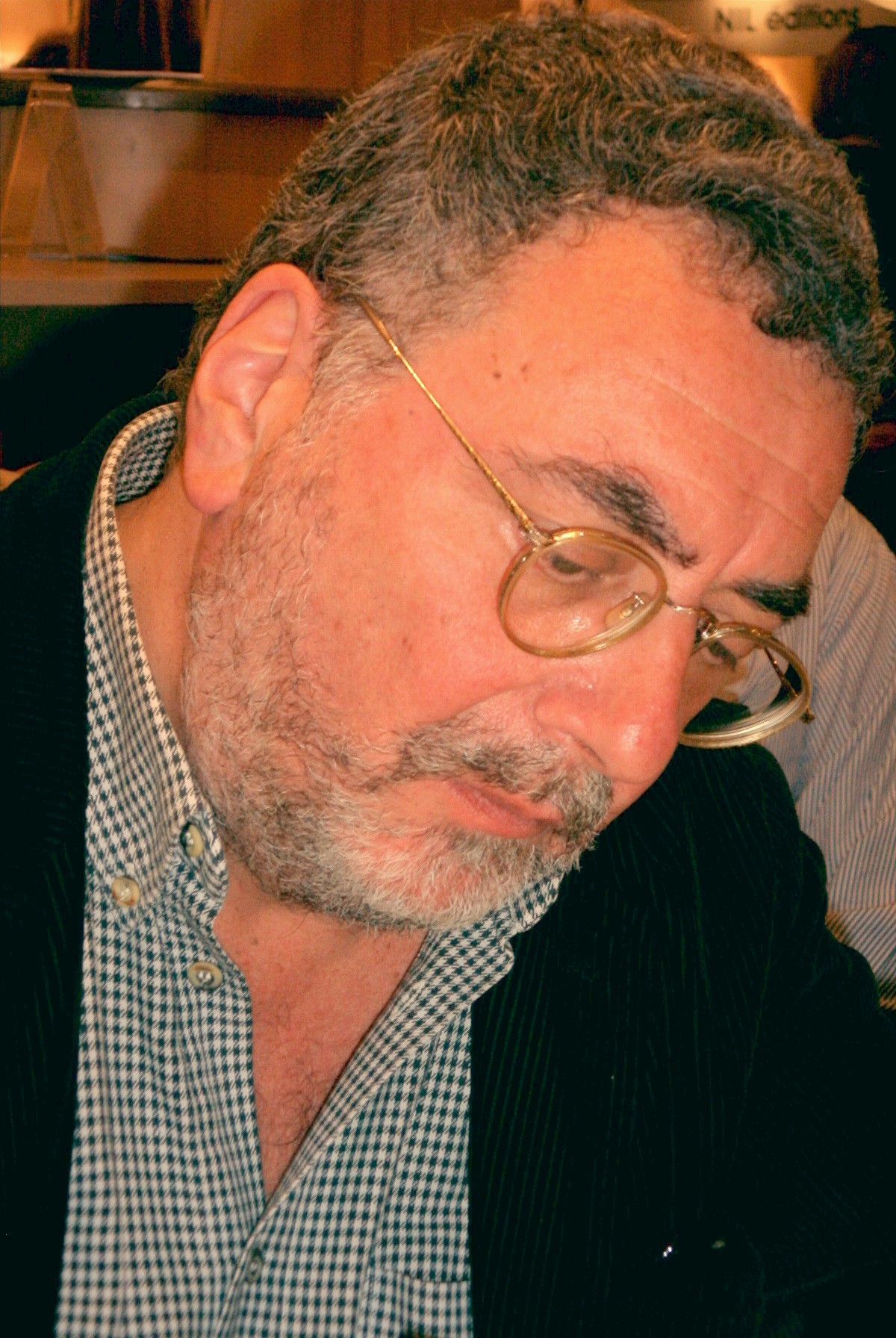
François Rivière (2007)

François Rivière (* 23. April 1949 in Saintes) ist ein französischer Schriftsteller und Comicautor.
Seine erste große Veröffentlichung war ein Buch über den Comiczeichner Hergé im Jahr 1976. Kurz darauf textete er seinen ersten Comic im Magazin Pilote: Die Serie Albany (dt.: Die rätselhaften Fälle des Francois Albany) für den Zeichner Floc'h, mit dem er danach die Serie Blitz schuf. Zur gleichen Zeit textete er die beiden Bände von Thierry Laudacieux (dt.: Die Abenteuer des Patrick Timmermans). 20 Bände umfasst die mystische Krimi-Serie Victor Sackville, die 1986 startete. In den 1990er Jahren erschienen Comic-Abenteuer mit Agatha Christie und Jules Verne von ihm.
Seit Mitte der 1980er Jahre ist Rivière auch als Jugendroman-Autor aktiv. Eine bekannte Serie heißt Jonathan Cap.

## Alben
- Blitz (Taschen, 1985)
- Der Detektiv von Hollywood (B&L/Ehapa, 1987, 1991)
- Die Abenteuer des Patrick Timmermans (2 Alben, Carlsen, 1988)
- Die rätselhaften Fälle des Francois Albany (3 Alben, Carlsen, 1993–1994)
- Agatha Christie (2 Alben, Scherz, 1996)
- London Underground (Edition 52, 1999)
- Reisen unter dem Meer (2 Alben, Ehapa, 2005)